# Mora (género)
Mora es un género de grandes árboles de la subfamilia Caesalpinioideae dentro de la familia Fabaceae. Tiene siete especies, todas nativas de tierras bajas de las selvas lluviosas de Suramérica. Centroamérica y las islas del Caribe.

## Descripción
Son árboles, que alcanzan un tamaño de hasta 45 m de alto, inermes, con grandes contrafuertes, corteza café-rojiza. Hojas 1-pinnadas; folíolos 2 o 3 pares, elípticos a elíptico-oblongos, 8–18 cm de largo y 4–7 cm de ancho, ápice agudo-acuminado, base redondeada a obtusa, glabros, coriáceos o subcoriáceos, reticulados, no punteado-glandulares, peciólulos 2–3 mm de largo, acanalados a planos; raquis plano en el lado abaxial, estípulas caducas. Inflorescencias panículas terminales o subterminales de espigas, 7–10 cm de largo, glabras, con numerosas flores pequeñas, blancas, sésiles; cáliz campanulado con un tubo corto, lobos 5, 3–4 mm de largo, apicalmente redondeados, imbricados, ciliados; pétalos 5, oblongos, imbricados, 5–6 mm de largo y 2.5–3 mm de ancho; estambres 5, libres, distalmente lanosos, alternando con 5 estaminodios apicalmente dilatados; ovario subsésil, lanoso, óvulos 2 o 3, estilo corto, glabro, estigma terminal, pequeño. Fruto oblongo, hasta 25 cm de largo y 10–13 cm de ancho, valvas leñosas, lisas a subverrugosas, dehiscente; semilla 1 (2), reniforme, hasta 18 cm de largo y 12 cm de ancho, testa delgada.

## Taxonomía
El género fue descrito por George Bentham y publicado en Transactions of the Linnean Society of London 18(2): 209–211, pl. 16–17. 1839.

## Especies
- Mora abbottii: Caribe
- Mora ekmanii: Caribe
- Mora excelsa: Trinidad y Tobago, Guyana, Surinam, Venezuela
- Mora gonggrijpii: Guyana, Surinam, Venezuela
- Mora megistosperma: Costa Rica, Panamá, Colombia
- Mora oleifera: Panamá, Colombia
- Mora paraensis: Brasil

Algunas de las especies son importantes productoras de madera, Mora excelsa y Mora gonggrijpii son usadas para la construcción del cuerpo y cuello de guitarras; su madera es comercializada bajo la denominación caoba oriental o madera de nato.